# Königlich Preußische Eisenbahn-Verwaltung

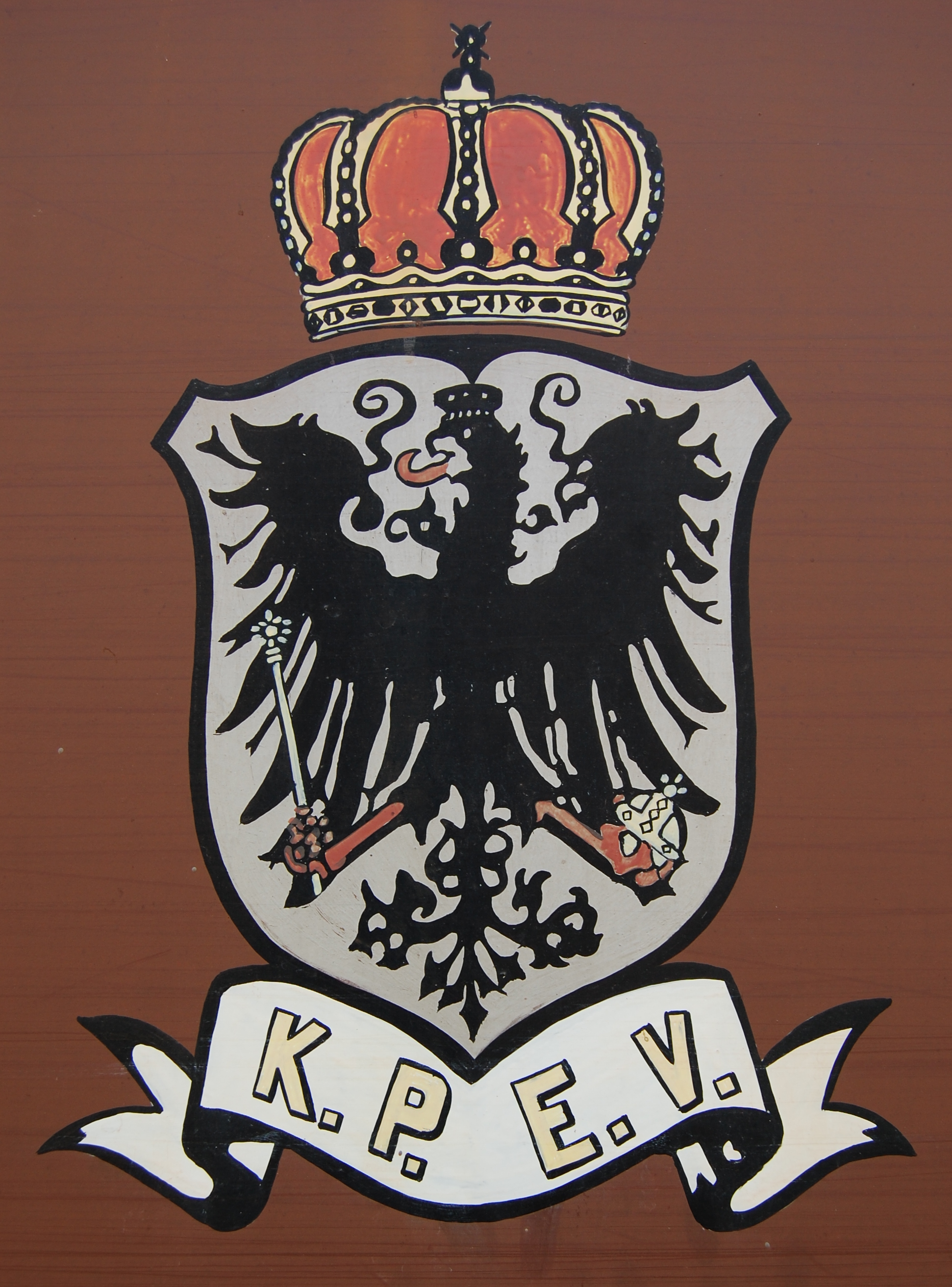
Wappen der KPEV an einem Gepäckwagen

Der Begriff Königlich Preußische Eisenbahn-Verwaltung (kurz KPEV bzw. K.P.E.V.) oder Königlich Preußische Staatseisenbahnverwaltung bezeichnet die Gesamtheit der staatlichen Eisenbahnverwaltungsbehörden in Preußen.

## Hintergrund

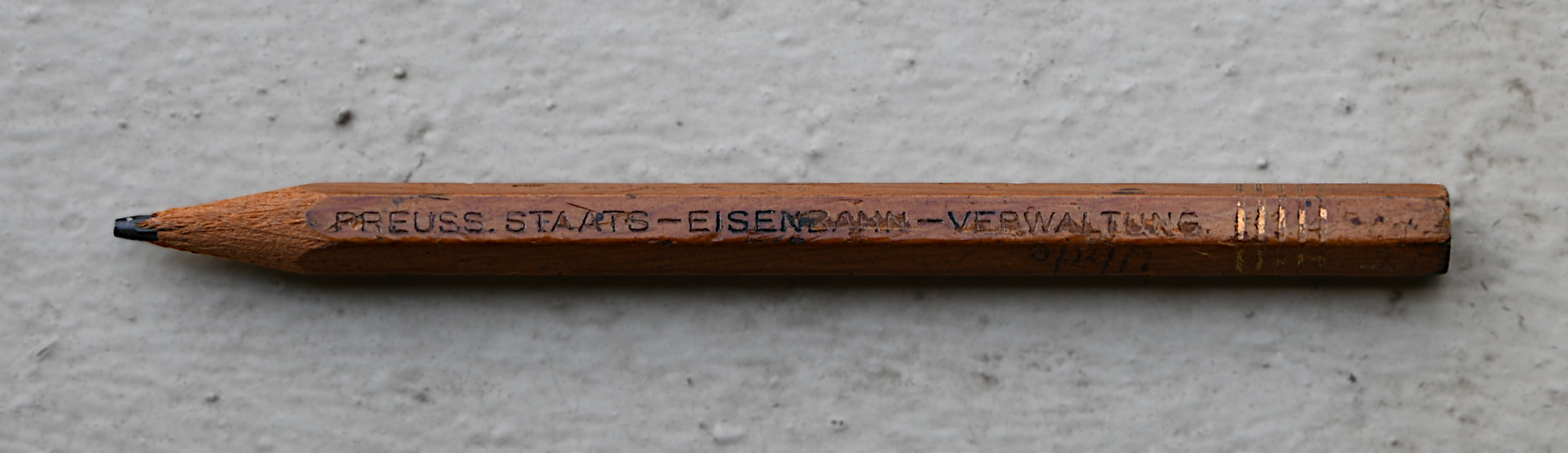
Ein Bleistift der PStEV

Die weitgehend selbständigen Eisenbahndirektionen Preußens unterstanden direkt dem Ministerium der öffentlichen Arbeiten. Eine Behörde mit dem Namen Königlich Preußische Eisenbahn-Verwaltung hat es nie gegeben, doch wurde der Begriff unter Eisenbahnfans ab etwa 1970 sehr verbreitet und als einst existierend angesehen. Die Bezeichnung wird oft fälschlicherweise für die Preußischen Staatseisenbahnen verwendet.
Das Akronym KPEV und der Wappen-Adler wurden erstmals offenbar von der Eisenbahndirection Coeln linksrheinisch nach deren Gründung 1880 eingeführt, zunächst zur Anbringung auf gegossenen Achslagerdeckeln von deren Eisenbahnwagen. Ein Eintrag im Katechismus für den Schaffner- und Bremser-Dienst von 1920 lässt darauf schließen, dass das Kürzel und Wappenbild KPEV primär den Zweck hatte, die länderspezifische Zugehörigkeit bei den Wagen der verschiedenen, zu Preußen gehörigen Bahngesellschaften bzw. Königlichen Eisenbahndirektionen in einheitlicher Weise zu kennzeichnen. Die spezifische Direktionszugehörigkeit – beispielsweise Breslau oder Altona – wurde nach dieser Darstellung zusätzlich an anderer Stelle des Fahrzeugs angebracht. Später wurde diese Markierung auch für weitere Gegenstände und Baulichkeiten des preußischen Eisenbahnbetriebs verwendet.
Nach der Abdankung von Wilhelm II. im November 1918 und damit dem Ende des Königreichs Preußen wurde bis zur Gründung der Deutschen Reichsbahn im April 1920 (zunächst bis 1921 als Deutsche Reichseisenbahnen bezeichnet) neu die Abkürzung PStEV bzw. P.St.E.V. für Preußische Staatseisenbahnverwaltung verwendet.

## Galerie

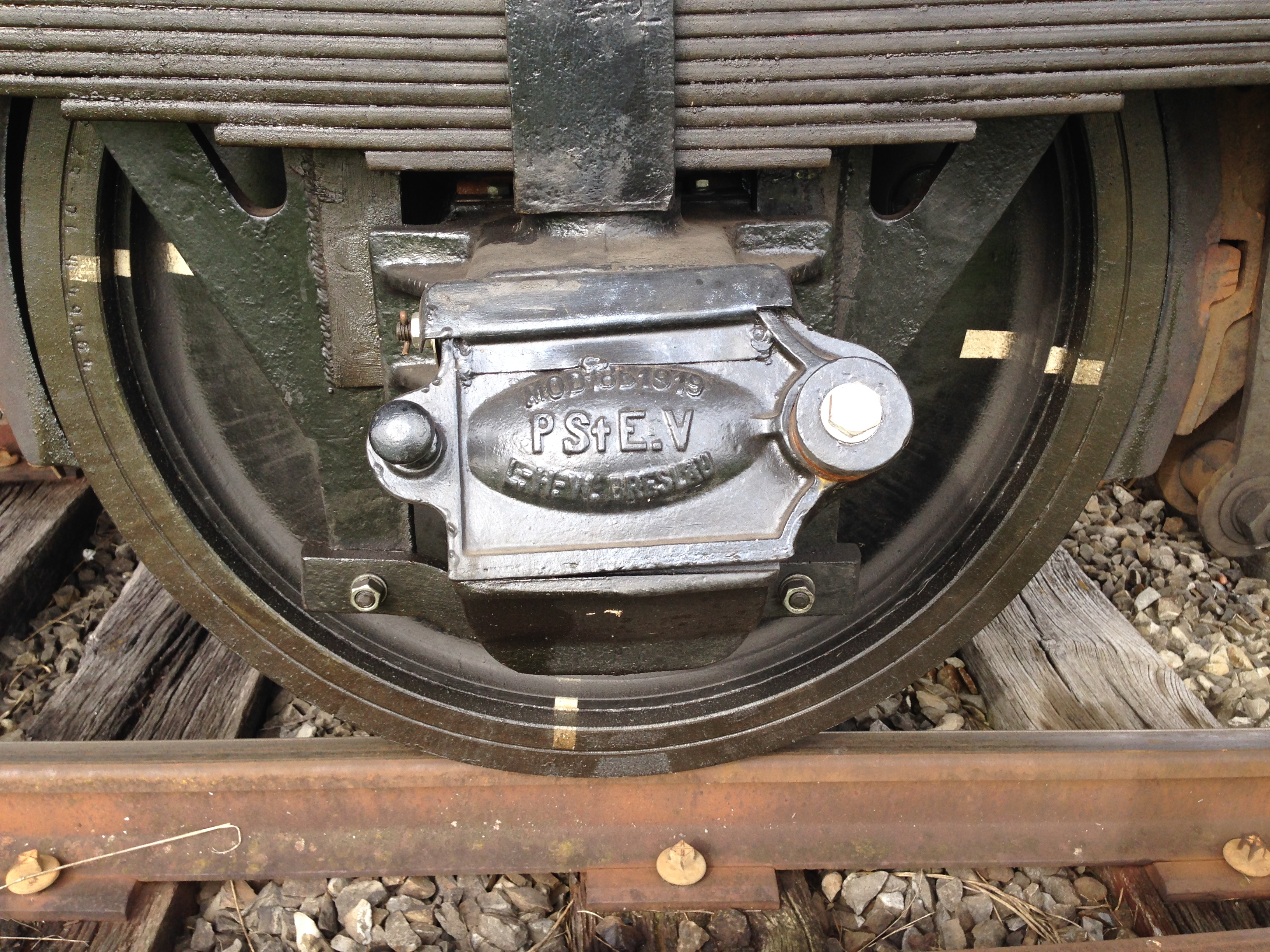
Radsatzlager an einem Personenwagen-Fahrgestell mit dem Emblem PStE.V; darunter ist noch ein Kürzel des Herstellers Linke-Hofmann-Werke Breslau eingeprägt
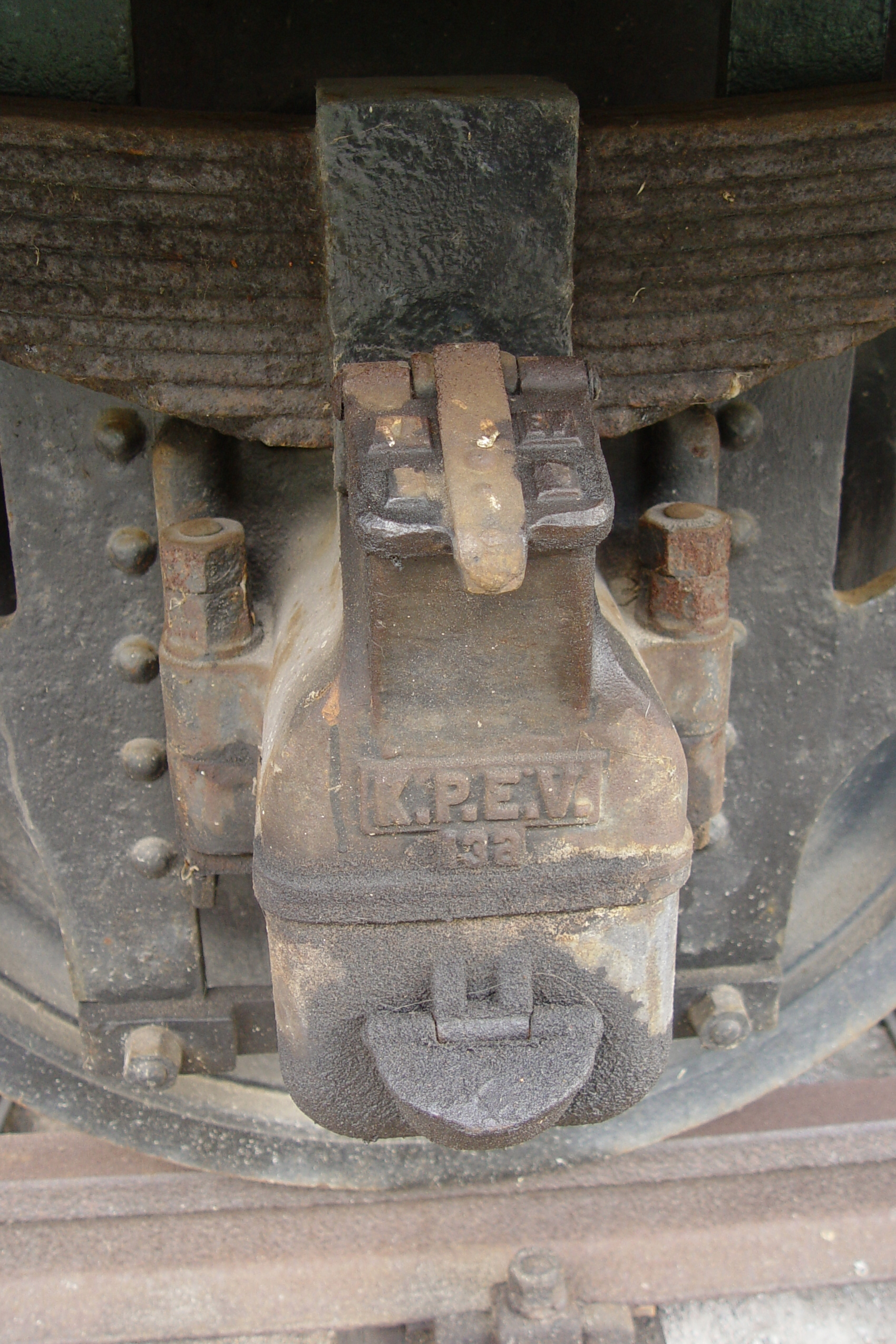
Radsatzlager mit der Aufschrift K.P.E.V.